# Bradypterus seebohmi
Il forapaglie codapiumosa di Seebohm (Bradypterus seebohmi (Sharpe, 1879)) è un uccello della famiglia Locustellidae, endemico del Madagascar.